# Kisiwani (Same)
Kisiwani ist ein Verwaltungsbezirk (Ward) des Distrikts Same in der tansanischen Region Kilimandscharo.

## Geografie
Kisiwani liegt im Nordosten von Tansania rund 110 Kilometer Luftlinie südöstlich der Regionshauptstadt Moshi an der Grenze zu Kenia.
Der Bezirk grenzt im Nordosten an Kenia, im Osten an Lunguza, im Südosten an Mnazi, im Süden an Maore, im Südwesten an Msindo und Mshewa, im Westen an Vumari und im Nordwesten an Toloha. Bei der Volkszählung 2022 lebten 10.738 Menschen in 2792 Haushalten auf einer Fläche von 1545 Quadratkilometern.

## Gliederung
Der Bezirk besteht aus zwei Gemeinden (Mtaa) mit 13 Orten (Kitongoji):
| Kisiwani - Igoma - Njiro - Bama - Mnazi Mmoja - Majengo Chini - Ngumba Juu - Mwerera - Majia | Mkonga-Ijinyu - Kamorei - Mkonga Juu - Mkonga Chini - Mzimbo - Ijinyu |

## Wirtschaft und Infrastruktur
- Bildung: Die Kisiwani Secondary School ist eine staatliche weiterführende Schule, die Mädchen und Burschen bis zur 4. Stufe ausbildet.[8] Die Mt. Clara Secondary School wird von der römisch-katholischen Kirche geleitet. Diese weiterführende Schule ist eine Mädchenschule.[9][10]
- Gesundheit: Das staatliche Gesundheitszentrum in Kisiwani behandelt Patienten ambulant und stationär.[11]